# پایگاه هوایی آبی نروژ هاوس
پایگاه هوایی آبی نروژ هاوس (به انگلیسی: Norway House Water Aerodrome) یک فرودگاه همگانی است که یک باند فرود آب دارد. این فرودگاه در کشور کانادا قرار دارد و در ارتفاع ۲۱۷ متری از سطح دریا واقع شده است.